# Karl Ferdinand Abt
Karl Ferdinand Abt (* 9. Juni 1903 in Ober-Ramstadt; † Ende Februar oder Anfang März 1945 bei Frauenfeld in Kurland) war ein hessischer Politiker (NSDAP) und ehemaliger Abgeordneter des Landtags des Volksstaates Hessen in der Weimarer Republik. 
Karl Ferdinand Abt war der Sohn des Versicherungsvertreters Karl Abt und seiner Frau Margaretha, geborene Kögel. Er war evangelisch und verheiratet mit Helene geborene Stiep. Abt arbeitete als Kaufmann und wurde dann Angestellter im Verlag der Hessischen Landeszeitung. Er trat zum 14. August 1925 der NSDAP bei (Mitgliedsnummer 13.986), war dort zuerst Ortsgruppenleiter und dann bis 1932 Kreisleiter Darmstadt. 1929 wurde er als Stadtverordneter in Darmstadt gewählt. 1932 bis 1933 war er Landtagsabgeordneter. Im Zweiten Weltkrieg leistete er Kriegsdienst und fiel in den letzten Kriegstagen im Kurland-Kessel.
In der NS-Zeit wurde die Brückengasse in Ober-Ramstadt umbenannt in Ferdinand-Abt-Straße.